# Тихомиров Макар Ігорович
Мака́р І́горович Тихоми́ров (нар. 6 січня 1997, Вінниця) — український актор театру і кіно.

## Життєпис
Народився 6 січня 1997 року у Вінниці у театральній родині: батько — Ігор Тихомиров — режисер, мати — Ірина Мак — актриса.
З 1998 року проживає в Києві.
Першою кінороботою була роль у телесеріалі «Серцю не накажеш», яку зіграв у віці 10 років. У 14 зіграв у фільмі «Чемпіони з підворіття» Ахтема Сеїтаблаєва. У цього ж режисера виконав роль Мажора, бійця підрозділу, що захищав Донецький аеропорт у фільмі «Кіборги. Герої не вмирають».
У 2018 році закінчив курс Дмитра Богомазова у Київському національному університеті театру, кіно і телебачення ім. І. К. Карпенка-Карого. Актор Київський академічного театру драми і комедії на лівому березі Дніпра.

## Театральні роботи
Київський академічний театр драми і комедії на лівому березі Дніпра
- (введення) 2001 — «Глядачі на виставу не допускаються!» за п’єсою «Театр» Майкла Фрейна; реж. Юрій Одинокий — Філіпп Брент, він же Шейх, він же Фредерік Феллоуз
- (введення) 2003 — «Море… Ніч… Свічки…» за п'єсою «Це велике море» Йосефа Бар-Йосефа; реж. Едуард Митницький — Житель міста
- 2017 — «12-та ніч, або Що захочете» за п'єсою Вільяма Шекспіра; реж. Дмитро Богомазов — Орсіно, князь Іллірійський[5]
- 2019 — «ГолохваcтОFF» за мотивами п'єси «За двома зайцями» Михайла Старицького; реж. Анастасія Осмоловська — мешканець міста
- 2019 — «Клас» Павла Ар'є, Стаса Жиркова та акторів вистави; реж. Стас Жирков — учень / монах / свідок злочину / дідусь
- 2021 — «Поїхати. Не можна. Залишитися» за п’єсою «Залишитись не можна поїхати» Ігоря Носовського; реж. Тетяна Губрій — Макс
- 2021 — «Ерендіра не хоче вмирати» Лєни Лягушонкової за мотивами Габрієля Гарсія Маркеса; реж. Максим Голенко — Контрабандист
- 2021 — «Моменти/Momenti» Маттео Спіацці; реж. Маттео Спіацці (Італія)

## Фільмографія
Телесеріали
- 2007 — Серцю не накажеш — Ігор
- 2011 — Чемпіони з підворіття — Макс
- 2012 — Смерть шпигунам. Прихований ворог — Юрій Корецький
- 2016 — Вікно життя
- 2017 — Лінія світла — Лисий
- 2017 — Зустрічна смуга — Микита
- 2017 — Квіти дощу — Андрій
- 2017 — Коли мене полюбиш ти — Гоша
- 2017—2018 — Лікар Ковальчук — Олександр Дудник, травматолог
- 2019 — Таємниці — Микола (головна роль)
- 2020  — І будуть люди  — Микола Гайдук
- 2020 — Зречення — Владислав Романенко, оперативник (головна роль)[6]

Повнометражні фільми
- 2017 — Кіборги. Герої не вмирають — Мажор» (Антон Ясинський)[7][8]
- 2017 — Межа — Лука

## Визнання
- 2018 — III медійна театральна премія «Дзеркало сцени — 2018» (Кращі роботи молодих акторів у київських виставах 2017 року — вік акторів — до 30 років)[9][10]
  - Акторський ансамбль вистави «12 ніч, або що захочете» (реж. Дмитро Богомазов, Київський театр на лівому березі): Макар Тихомиров, Марія Заниборщ, Анастасія Пустовіт, Христина Люба, Олександр Рудинський, Павло Шпегун, Олександр Коваль, Олександр Бегма, Михайло Дадалев, Євген Григор'єв, Олександр Боднар, Артем Шемет, Максим Кириченко, Борис Савенко, Ганна Павлик, Олег Гоцуляк